# Głos Regionu
Głos Regionu – codzienny program informacyjny nadawany na antenie TVP3 Olsztyn. Pierwsze wydanie serwisu nastąpiło 8 lipca 2024 roku o godzinie 18:30. Serwis ten zastąpił wcześniejsze Informacje emitowane w latach 2005–2024.

## Emisja
Głos Regionu jest emitowany codziennie na antenie TVP3 Olsztyn w godzinach:
- 15:30 (od poniedziałku do piątku)
- 16:30 (od poniedziałku do piątku)
- 18:30 (wydanie główne)
- 21:30 (wydanie wieczorne)